# Ana María de Suecia
Ana de Suecia o Ana Gustavsdotter Vasa (en sueco: Anna af Sverige, Anna Gustavsdotter Vasa; Estocolmo, 19 de junio de 1545-20 de marzo de 1610) fue princesa de Suecia, y por matrimonio condesa del Palatinado-Veldenz. Era hija del rey Gustavo I de Suecia y de su segunda esposa, Margarita Eriksdotter.

## Matrimonio e hijos
El interés hacia Ana llegó de enviados del extranjero que estuvieron presentes en la coronación del medio hermano de ella, el rey Erico XIV de Suecia, en 1561. 
En 1562, fue recibido en Suecia el conde Jorge Juan I del Palatinado-Veldenz, quien formalmente pidió la mano de la princesa Ana. El compromiso se selló el 20 de diciembre del mismo año. La pareja tuvo la siguiente descendencia:
1. Jorge Gustavo (6 de febrero de 1564-3 de junio de 1634), sucedió a su padre como conde palatino de Veldenz.
2. Ana Margarita (28 de abril de 1565-2 de octubre de 1566).
3. Juan Ruperto (9 de septiembre de 1566-1 de octubre de 1567).
4. Ana Margarita (17 de enero de 1571-1 de noviembre de 1621), casada con el conde palatino Reichard del Palatinado-Simmern-Sponheim.
5. Úrsula (24 de febrero de 1572-5 de marzo de 1635) casada con el duque Luis III de Wurtemberg.
6. Juana Isabel (2 de octubre de 1573-28 de julio de 1601).
7. Juan Augusto (26 de noviembre de 1575-18 de septiembre de 1611), conde palatino de Lützelstein.
8. Luis Felipe (24 de noviembre de 1577-24 de octubre de 1601), conde palatino de Guttenberg.
9. María Ana (9 de junio de 1579-10 de octubre de 1579).
10. Catalina Úrsula (3 de agosto de 1582-22 de enero de 1595).
11. Jorge Juan II (24 de junio de 1586-29 de septiembre de 1654), conde palatino de Lützelstein-Guttenberg.

## Últimos años de vida
El conde era de carácter libertino y a su muerte, acaecida en 1592, dejó a su familia y a su pequeño Estado con una deuda de 300 000 florines. Como su viuda, Ana tuvo que pasar por muchas dificultades y realizar grandes ahorros. Pasó los años posteriores a la regencia entre sus residencias en Lauterecken y Remigiusberg. En su testamento, ella donó una gran suma con un ingreso que se compartiría entre los pobres cada año.
Se ha descrito a Ana como una persona fiel y respetuosa, compasiva y colaboradora, pero también resuelta: se le permitió reconocer que había resuelto con éxito situaciones extremadamente difíciles durante su regencia debido a sus cualidades personales y subrayó su condición de autoridad como figura central y matriarca de la dinastía.
Falleció el 30 de marzo de 1610, a los 64 años, y fue sepultada en la iglesia del monasterio de Remigiusberg.